# Eva Zažímalová
Eva Zažímalová (* 18. února 1955 Praha) je česká biochemička, v letech 2017–2025 předsedkyně Akademie věd České republiky.

## Život
V letech 1974 až 1979 vystudovala biochemii na Přírodovědecké fakultě Univerzity Karlovy v Praze. V roce 1983 získala v Československé akademii věd (ČSAV) na Ústavu experimentální botaniky vědeckou hodnost CSc. v oboru biologie (fyziologie rostlin). V roce 2004 byla jmenována docentkou a v roce 2013 pak profesorkou pro obor anatomie a fyziologie rostlin na Přírodovědecké fakultě UK v Praze.
Od roku 1983 pracuje v Ústavu experimentální botaniky AV ČR. V letech 2003 až 2007 byla zástupkyní ředitele, a v letech 2007 až 2012 ředitelkou Ústavu experimentální botaniky AV ČR. Následujícího roku se stala členkou Akademické rady. V roce 2017 se stala členkou Učené společnosti České republiky.
Věnuje se molekulárním mechanismům účinku rostlinných hormonů, zabývá se zejména auxiny.

### Předsedkyně Akademie věd
Dne 15. prosince 2016 byla na sněmu AV ČR zvolena její předsedkyní. Jakožto jedinou kandidátku ji volilo 40 z 54 akademických ústavů. V polovině ledna 2017 vzala vláda návrh na její jmenování na vědomí a dne 14. března 2017 ji prezident Miloš Zeman jmenoval do funkce. Vedení akademie se ujala 25. března 2017.
Na podzim 2020 se stala předmětem kritiky Tomáše Fürsta pro neaktivitu v kauze vědeckých podvodů a perzekuce whistleblowerky Šárky Kubinové, neurovědkyně a nuceně opustivší vedoucí oddělení na Ústavu experimentální medicíny AV ČR, které se předsedkyně AV ČR měla vyjádřit ve smyslu, že „hrát si na Husa za všech okolností není rozumné.“ (Kubinová v minulosti působila na Oddělení neurověd prof. Evy Sykové odvolané z vedení ústavu v roce 2016 v důsledku kauzy léčby ALS kmenovými buňkami.)
V prosinci 2020 byla opět zvolena předsedkyní AV ČR, hlasovalo pro ni 209 z 224 přítomných členů akademického sněmu. Zvolení následně posvětila vláda a na začátku března 2021 ji prezident Zeman jmenoval do funkce. Také druhé funkční období bylo čtyřleté a začalo dnem 25. března 2021. V lednu 2025 byla oceněna Zlatou medailí Slovenské akademie věd. V březnu 2025 jí skončilo druhé funkční období; jejím nástupcem se stal Radomír Pánek.

### Politická angažovanost
Ve volbách do Senátu Parlamentu České republiky v roce 2024 kandidovala jako nestranička za ODS v obvodu č. 26 – Praha 2. Se ziskem 22,87 % hlasů skončila třetí, a nepostoupila tak do druhého kola voleb.